# 戈登·亨德森
戈登·亨德森（英語：Gordon Henderson，1948年1月27日—）是一位英格蘭政治人物，他的黨籍是保守黨。自2010年開始，他擔任錫廷伯恩和謝佩選區選出的英國下議院議員。他支持英國退出歐盟。